# Andrej Markov
Andrej Andrejevitsj Markov (Russisch: Андрей Андреевич Марков, Rjazan, (Juliaanse kalender: 2 juni) 14 juni 1856 - Petrograd, 20 juli 1922) was een Russisch wiskundige, naar wie de Markovketens, de Markovprocessen en de Markov-ongelijkheid zijn vernoemd. Zijn zoon (1903-1979) draagt dezelfde naam en is op het gebied van de algebra, topologie, mechanica en logica eveneens een bekend Russisch wiskundige.

## Leven
Andrej Markovs vader was Andrej Grigorievitsj Markov, een ambtenaar van het ministerie voor Bosbouw. Zijn moeder was Nadezjda Petrovna, die zes kinderen kreeg: Pjotr, Pavel, Maria, Jevgenia, Andrej en Michail. Van deze zes overleed Pavel reeds als kind. Na de dood van zijn eerste vrouw huwde Markovs vader voor de tweede keer met Anna Iosifovna, die drie kinderen kreeg: Vladimir, Lydia en Katarina. Het gezin verhuisde in 1860 naar Sint-Petersburg, de toenmalige hoofdstad van Rusland.
Andrej was gehandicapt door een aangeboren afwijking aan een knie, en liep tot zijn tiende met krukken. Na een operatie kon hij echter, zij het enigszins mank, weer lopen. Markov bezocht het gymnasium in Sint-Petersburg, waar hij uitblonk in wiskunde, maar tamelijk zwak was in de meeste andere vakken. Na het eindexamen in 1874 ging hij studeren aan de faculteit voor Mechanica en Wiskunde van de Universiteit van Sint-Petersburg bij onder anderen de hoogleraren Tsjebysjev, A. N. Korkin en J. I. Zolotarev. Met de twee laatsten had Markov al contact in zijn tijd op het gymnasium, toen hij (ten onrechte overigens) meende een nieuwe oplossingsmethode voor lineaire differentiaalvergelijkingen gevonden te hebben. Andrej had veel gemeen met zijn in 1871 geboren broer Vladimir, die ook wiskunde studeerde maar op 26-jarige leeftijd aan tuberculose overleed. In 1880 studeerde Andrej af op het onderwerp "Binaire kwadratische vormen met positieve determinant" en kreeg hij een aanstelling als universitair medewerker. Hij gaf als zodanig de colleges "inleiding in de analyse" en "differentiaal- en integraalrekening" en na het emeritaat van Tsjebysjev in 1883 ook de colleges "kansrekening". In 1884 promoveerde hij op "Enkele toepassingen van algebraïsche continue fracties". In 1886 werd Markov op voordracht van Tsjebysjev lid van de Academie voor Wetenschappen van Sint-Petersburg en bijzonder hoogleraar. In 1893 volgt zijn aanstelling tot gewoon hoogleraar. Ter gelegenheid van zijn 25e ambtsjubileum in 1905 verleende de universiteit hem een ereprofessoraat, waarna hij kort daarop met emeritaat ging. In 1900 schreef hij een succesvol leerboek over kansrekening met herdrukken in 1908, 1913 en 1924. In 1912 verscheen daarvan ook een vertaling in het Duits: Wahrscheinlichkeits-Rechnung.
Bekend is Markov ook als een van de beste schakers van die tijd in Sint-Petersburg en als politiek activist die geregeld ingezonden brieven schreef over brandende sociale vraagstukken.
Op 20 juli 1922 stierf Markov aan bloedvergiftiging na een operatie aan een ader in zijn been. Hij werd begraven op de Mitrofanievskoje-begraafplaats in Moskou.

## Trivia
- De Nederlands-Turkse auteur Sevtap Baycılı schreef een boek met de titel De Markov-keten.